# Elección para alcalde de Filadelfia de 2003
La elección para alcalde de Filadelfia de 2003 tuvo lugar el 4 de noviembre. 

## Primaria demócrata
| Resultados de las primarias demócratas | Resultados de las primarias demócratas | Resultados de las primarias demócratas | Resultados de las primarias demócratas | Resultados de las primarias demócratas | Resultados de las primarias demócratas |
| Partido                                | Partido                                | Candidato/a                            | Votos                                  | %                                      |                                        |
| -------------------------------------- | -------------------------------------- | -------------------------------------- | -------------------------------------- | -------------------------------------- | -------------------------------------- |
|                                        | Demócrata                              | John F. Street (titular)               | 93,799                                 | 99.59%                                 |                                        |
| Total                                  | Total                                  | Total                                  | 94,186                                 | 100.0%                                 |                                        |

## Primaria republicana
| Resultados de las primarias republicanas | Resultados de las primarias republicanas | Resultados de las primarias republicanas | Resultados de las primarias republicanas | Resultados de las primarias republicanas | Resultados de las primarias republicanas |
| Partido                                  | Partido                                  | Candidato/a                              | Votos                                    | %                                        |                                          |
| ---------------------------------------- | ---------------------------------------- | ---------------------------------------- | ---------------------------------------- | ---------------------------------------- | ---------------------------------------- |
|                                          | Republicano                              | Sam Katz                                 | 18,973                                   | 99.93%                                   |                                          |
| Total                                    | Total                                    | Total                                    | 18,987                                   | 100.0%                                   |                                          |

## Elección general
| Elección para alcalde de Filadelfia de 2003 | Elección para alcalde de Filadelfia de 2003 | Elección para alcalde de Filadelfia de 2003 | Elección para alcalde de Filadelfia de 2003 | Elección para alcalde de Filadelfia de 2003 | Elección para alcalde de Filadelfia de 2003 |
| Partido                                     | Partido                                     | Candidato/a                                 | Votos                                       | %                                           |                                             |
| ------------------------------------------- | ------------------------------------------- | ------------------------------------------- | ------------------------------------------- | ------------------------------------------- | ------------------------------------------- |
|                                             | Demócrata                                   | John F. Street                              | 267,276                                     | 58.35%                                      |                                             |
|                                             | Republicano                                 | Sam Katz                                    | 189,357                                     | 41.34%                                      |                                             |
|                                             | Socialista de los Trabajadores              | John R. Staggs                              | 1,292                                       | 0.28%                                       |                                             |
| Total                                       | Total                                       | Total                                       | 457,925                                     | 100.0%                                      |                                             |
|                                             | Control Demócrata                           |                                             |                                             |                                             |                                             |